# 今別府香里
今別府香里（日语：／ Imabeppu Kaori，1986年9月7日—），日本女子羽毛球運動員。奈良縣出生，畢業於大和高田市立菅原小学校、大和高田市立片塩中學校及青森山田高校，曾效力Panasonic株式會社羽毛球部，2013年加入優乃克羽毛球部。其胞姊今別府靖代同為羽毛球運動員。現為日本國家羽球隊A隊教練。

## 簡歷
2011年7月，今別府香里在美國羽毛球公開賽首圈，爆冷擊敗丹麥名將蒂内·鲍恩；同年8月，她出戰越南羽毛球公開賽女單比賽，先後淘汰佐藤冴香和戴資穎，惜在決賽以1比2（18-21, 21-16, 8-21）敗於新加坡的伏明天，屈居亞軍。
2013年8月，今別府香里參加中國廣州舉行的世界羽毛球錦標賽，出戰女子單打項目，首圈以2-0擊敗印尼選手阿普里利娅·尤斯万达里晉級，但在第二圈就以1比2（19-21、21-19、17-21）不敵10號種子、印度的普萨拉·文卡塔·辛杜出局。

## 主要比賽成績
只列出曾進入準決賽的國際賽事成績：
| 年份   | 賽事                       | 公開賽級別 | 項目     | 成績   |
| ------ | -------------------------- | ---------- | -------- | ------ |
| 2009年 | 奧地利羽毛球國際挑戰賽     | 國際挑戰賽 | 女子單打 | 準決賽 |
| 2010年 | 大阪羽毛球國際挑戰賽       | 國際挑戰賽 | 女子單打 | 亞軍   |
| 2011年 | 瑞典斯德哥爾摩羽毛球國際賽 | 國際挑戰賽 | 女子單打 | 冠軍   |
| 2011年 | 越南羽毛球大獎賽           | 大獎賽     | 女子單打 | 亞軍   |
| 2012年 | 美國羽毛球黃金大獎賽       | 黃金大獎賽 | 女子單打 | 亞軍   |
| 2013年 | 大阪羽毛球國際挑戰賽       | 國際挑戰賽 | 女子單打 | 冠軍   |
| 2013年 | 美國羽毛球黃金大獎賽       | 黃金大獎賽 | 女子單打 | 準決賽 |
| 2013年 | 東亞運動會羽毛球比賽       | 其他       | 女子團體 | 銅牌   |
| 2014年 | 俄羅斯羽毛球大獎賽         | 大獎賽     | 女子單打 | 準決賽 |
| 2014年 | 巴西羽毛球大獎賽           | 大獎賽     | 女子單打 | 亞軍   |
| 2014年 | 越南羽毛球大獎賽           | 大獎賽     | 女子單打 | 準決賽 |
| 2014年 | 雪梨羽毛球國際賽           | 國際挑戰賽 | 女子單打 | 準決賽 |
| 2014年 | 美國羽毛球國際賽           | 國際挑戰賽 | 女子單打 | 冠軍   |
| 2015年 | 加拿大羽毛球大獎賽         | 大獎賽     | 女子單打 | 亞軍   |

| 2007-2017年 | 首要超級賽 | 超級賽 | 黃金大獎賽 | 大獎賽 | 國際挑戰賽 | 國際系列賽 | 未來系列賽 | 其他 |

| 2018-2026年 | 總決賽 | 超級1000賽 | 超級750賽 | 超級500賽 | 超級300賽 | 超級100賽 | 國際挑戰賽 | 國際系列賽 | 未來系列賽 | 其他 |

### 奧運會和世錦賽參賽紀錄
|          | 2013 |
| -------- | ---- |
| 女子單打 | 32強 |